# Marie-Jeanne Schellinck
Maria Joanna (Marie-Jeanne) Schellinck (Gent 25 juli 1757 - Menen 31 augustus 1840) was een vrouwelijke soldaat in Franse militaire dienst (1792-1808). Zij zwaaide af met de rang van onderluitenant.

## Levensloop
Schellinck was geboren in Gent, in de Oostenrijkse Nederlanden. Nochtans trad ze, als 24-jarige vrouw, in Franse militaire dienst, nadat de Fransen de Oostenrijkse Nederlanden waren ingetrokken.
In Franse dienst bevocht Schellinck achtereenvolgens:
- (1792-1794) de Oostenrijkers in de Zuidelijke Nederlanden. In de Slag bij Jemappes werd ze zwaar gekwetst.
- (1794-1795) de Nederlanders ten tijde van de Bataafse Revolutie. Ze was in dienst van generaal Pichegru.
- (1796-1797) de Oostenrijkers in de Italiaanse Veldtocht, waar ze onder meer bij de Slag bij de brug van Arcole vocht. Ze was in dienst van generaal Napoleon Bonaparte. De Oostenrijkers namen haar krijgsgevangen (1797-1798) en zij verbleef een jaar in gevangenschap in Noord-Italië. Nadien verbleef ze in Zuid-Frankrijk (tot 1800).
- (1800) de Oostenrijkers tijdens de Tweede Coalitieoorlog. Zo vocht ze in de Slag bij Marengo, waar Napoleon de overwinning behaalde. In 1804 was ze gekazerneerd aan de Atlantische kust van Frankrijk.
- (1805) de Oostenrijkers en de Russen tijdens de Derde Coalitieoorlog. Schellinck vocht mee in de Slag bij Austerlitz waar Napoleon een van zijn grootste overwinningen behaalde.
- (1806) de Pruisen tijdens de Vierde Coalitieoorlog. Schellinck was andermaal mee aan de winnende hand in de Slag bij Jena. Hier werd ze bevorderd tot onderluitenant.
- (1806-1807) de Russen tijdens diezelfde Vierde Coalitieoorlog. De Russen werden aangevallen in hun Poolse gebieden.

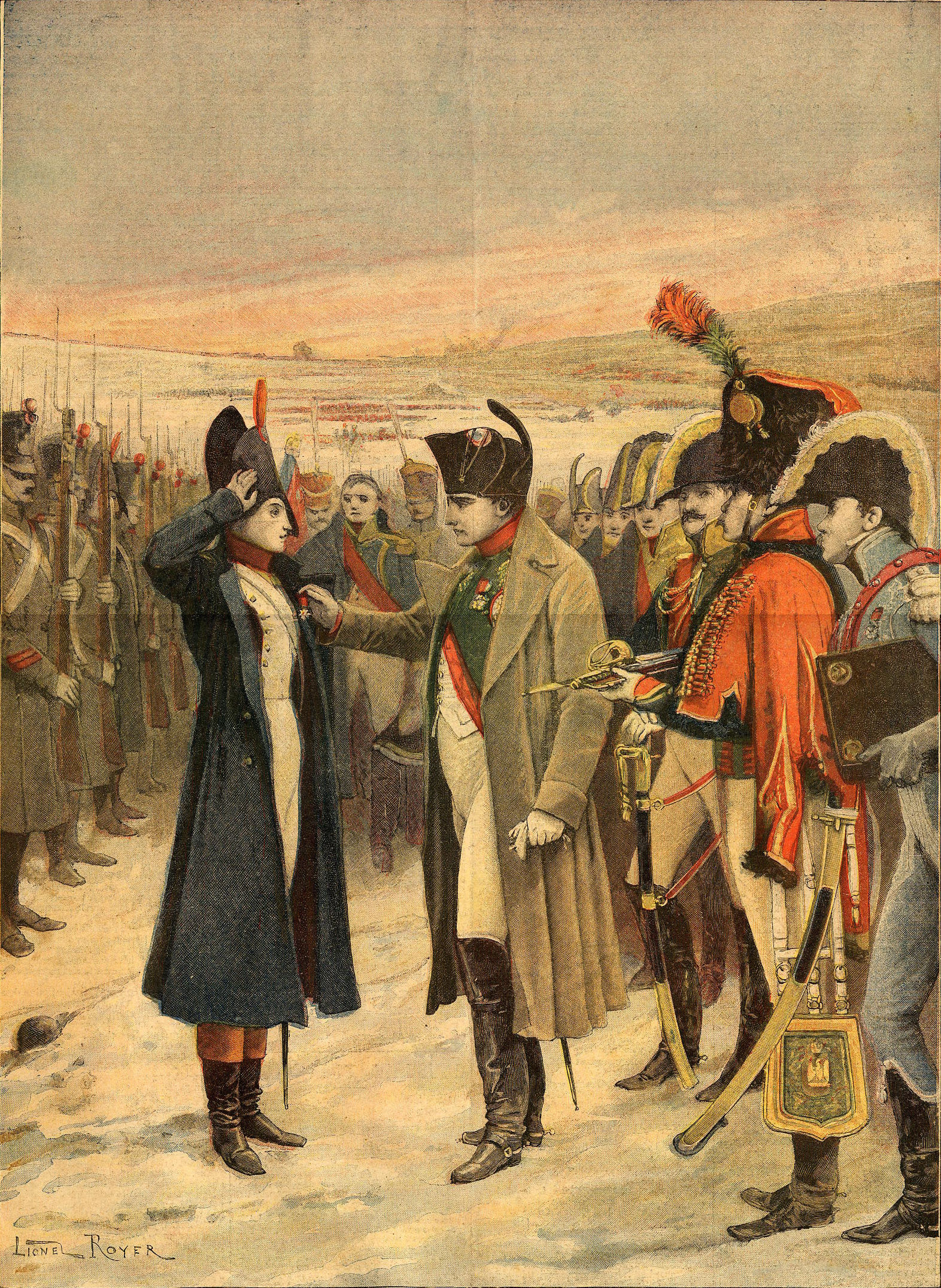
Illustratie uit Le Petit Journal 1894 met als titel: Les héroïnes françaises Marie Schellinck

In 1808 trok Schellinck zich terug uit militaire dienst. Ze was 51 jaar. Ze had pijn door talrijke kwetsuren, vooral deze van de laatste veldslagen. Ze ontving een militair pensioen en verhuisde van Polen naar de Franse Nederlanden.
Ze zou persoonlijk van Napoleon een medaille van het Legioen van Eer gekregen hebben in Bayonne, wat van haar de eerste vrouw zou maken die gedecoreerd werd. Andere bronnen spreken dit verhaal of deze "legende" tegen. Het is best mogelijk dat Schellinck door Napoleon gedecoreerd werd maar dat achteraf, de Grote Raad van de Orde dit terugdraaide omdat vrouwen toen niet toegelaten werden tot het Legioen van Eer. De discussie over het Legioen van Eer verhinderde zeker niet dat Schellinck jarenlang kon genieten van haar militair pensioen. Volgens ditzelfde verhaal over het Legioen van Eer toonde Schellinck met fierheid het opgespeld ereteken in Gent, telkens wanneer zij als abonnee naar de schouwburg trok.
Zij stierf vele jaren later, in het Belgische Menen in het jaar 1840. In 2001 werd te Gent een straat naar haar vernoemd.